# Patricia Llaca
Patricia Llaca, también conocida como Patricia de Lozano, (24 de septiembre de 1975) nacida en México, Distrito Federal es una actriz mexicana que ha participado en películas, telenovelas, y programas televisivos. Es más conocida por el papel de Andrea en la película La habitación azul y por ser anfitriona del icónico programa Animal nocturno junto con el periodista Ricardo Rocha.

## Filmografía
- Casi divas (2008) … Eva
- Llamando a un ángel (2008)
- Efectos secundarios (2006) ... La Chule
- Sexo, amor y otras perversiones (2006) ... Elena
- Una de balazos (2005) (Video) ... Femme Fatale
- Animal nocturno (2005) TV Series ... Host
- Llamando a un ángel (2007) ... Eva Figueroa
- Cero y van cuatro (2004) ... Julieta ("Vida Express")
- Mirada de mujer: El regreso (2003) .... Verónica
- Tú mataste a Tarantino (2003)
- La habitación azul (2002) ... Andrea
- Fidel (2002) (TV) ... Mujer americana
- Lo que es el amor (2001) ... Alejandra "Alex" Palacios
- Beat (2000) (Patricia De Llaca) ... Mary
- ¿Alguien vio a Lola? (2000)
- Todo por amor (2000) .... Raquel
- Ajos y cebollas (1999)
- Al borde (1998) .... Amanda
- El amor de mi vida (1998) .... Angela
- Un baúl lleno de miedo (1997) .... Laura Toledo
- La gente ya no escribe (1996)

- Datos: Q6066531